# Rhinogobius lindbergi
Rhinogobius lindbergi es una especie de pez de la familia de los Gobiidae en el orden de los Perciformes.

## Hábitat
Es un pez de Agua dulce y de clima templado.

## Distribución geográfica
Se encuentran en Asia, en China.

## Observaciones
Es inofensivo para los humanos.